# 奇斯蒂科夫島
奇斯蒂科夫島是俄羅斯的島嶼，屬於北地群島的一部分，位於共青團員島以東2.2公里的拉普捷夫海，由克拉斯諾亞爾斯克邊疆區負責管轄，長0.7公里、寬0.6公里，最高點海拔高度19米，島上無人居住。